# Яррабубба (кратер)
Яррабубба (англ. Yarrabubba) — астроблема, разрушенные остатки древнего ударного кратера. Расположена в северной части кратона Илгарн (Yilgarn) между городами Сандстоун и Микатарра, центральная Западная Австралия.
Первоначальный кратер был полностью разрушен и не сразу заметен на изображениях с воздуха или спутников; доказательства удара скорее следуют из наличия ударного кварца и конусов растрескивания в обнажениях гранита недалеко от центра начального кратера и из геофизических данных. Диаметр первоначального кратера неизвестен, но, по оценкам, составлял в диапазоне 30—70 км. Возраст ударного события также не определён, но он должен быть моложе, чем поражённый гранит, который был датирован примерно 2650 млн лет (поздний архей). Жилы псевдотахилита (порода, расплавленная трением) в граните дали дату 1134 ± 26 млн лет, при использовании метода аргон-аргонового датирования. Хотя значение этого возраста не вполне понятно, сейчас оно, по мнению некоторых учёных, дает лучшую предварительную оценку возраста. Earth Impact Database представляет промежуточную оценку около 2000 млн лет. Возможно, в результате падения этого астероида на Земле начался глобальный рост температур, вследствие которого она могла выйти из фазы «снежного кома».